# إيلينا أفرام
إيلينا أفرام (بالرومانية: Elena Avram)‏ هي مجدفة رومانية، ولدت في 17 ديسمبر 1954 في Dochia, Neamț ‏ في رومانيا.

## وصلات خارجية
- إيلينا أفرام على موقع الاتحاد الدولي للتجديف (الإنجليزية)
- إيلينا أفرام على موقع اللجنة الأولمبية الدولية (الإنجليزية)
- إيلينا أفرام على موقع أوليمبيديا (الإنجليزية)
- إيلينا أفرام على موقع اللجنة الأولمبية الرومانية (الرومانية)